# Alfredo Piragibe
Alfredo Piragibe (Rio de Janeiro, 9 de junho de 1847 – Rio de Janeiro, 13 de julho de 1897) foi um médico brasileiro.
Foi eleito membro da Academia Nacional de Medicina em 1873, com o número acadêmico 113.